# The Conduit
The Conduit es un videojuego desarrollado por High Voltage Software para Wii y distribuido por SEGA.

## Desarrollo
The Conduit comenzó su desarrollo en 2007, con la intención de alcanzar a usuarios adultos y alejarse de la corriente de juegos "casual" que abundaban en la plataforma de Nintendo. Se lanzó a la venta en 2009. El Wii Mote ofrecía la posibilidad de una experiencia mayor en el género de acción en primera persona. Hace uso de un motor gráfico creado por la propia High Voltage Software llamado Quantum3.

## Argumento
El juego está compuesto por nueve misiones que relatan la historia. Esta gira en torno a una conspiración llevada a cabo por la organización "The Trust". John Adams, a cargo de esta organización, contacta con Michael Ford con el objetivo de que, con ayuda de sus servicios como agente experimentado, ayude a acabar con una peligrosa organización llamada "Prometheus". Para lograrlo, necesita la ayuda de un dispositivo conocido como E.V.A. (Esfera de visualización alternativa). Tras localizar el dispositivo, John Adams traiciona a Michael Ford y desvela sus verdaderas intenciones; lograr una invasión alienígena sobre el planeta y hacerse con su control total.

## En línea
El multijugador de este juego se centró en el en línea en lugar de uno en pantalla dividida para que la calidad gráfica del juego durante su uso no se viera afectada. El juego ofrece un completo servicio multijugador en línea con varios modos; Todos contra todos, enfrentamiento por equipos, lucha por la E.V.A. (Rugby), etc. El juego en línea tiene soporte para el micrófono WiiSpeak, que permitía la comunicación con otros jugadores que estuvieran en la lista de amigos. El 20 de mayo de 2014, Nintendo finaliza el servicio en línea de todos los juegos que estuvieran bajo el sello Nintendo Wi-Fi Connection.

## Datos de interés
El público recibió con agrado la llegada de este nuevo FPS. La crítica profesional colocó a The Conduit entre los juegos más notables de la consola, aunque achacaron un claro descuido por parte del equipo de desarrollo en ciertas partes del juego, como un mapeado gris y vacío o una duración que apenas llegaba a las 10 horas.

## Secuelas y adaptaciones
En 2011 se lanza al mercado Conduit 2, la secuela directa de The Conduit desarrollada por la misma compañía, que mejora y arregla los defectos de la primera parte, y además añade el control por Wii MotionPlus. También se lanza 2013 una adaptación en alta definición (HD) para dispositivos móviles o tabletas para Android. A día de hoy, todavía hay rumores que crean expectación sobre una posible tercera parte de la franquicia, aunque no se ha asegurado nada. The Conduit fue empleado en 2011 como una demo técnica para Nintendo 3DS para mostrar las capacidades de la consola.